# Estanislau Ruiz
Estanislau Ruiz i Ponsetí (Mahón, 1889-México, 1967) fue un economista y político de Cataluña, España.

## Biografía
En 1913 se doctoró en Ciencias Exactas y hasta 1914 fue profesor de geometría en la Universidad de Barcelona. En 1920 participó en la creación del Sindicato General de Técnicos de Cataluña y en 1932 en la de la Federación de Empleados y Técnicos. Fue cofundador y dirigente de la Unión Socialista de Cataluña (USC) con la que fue elegido diputado en las elecciones al Parlamento de Cataluña de 1932. Fue profesor de economía en el Ateneo Polytechnicum entre 1934 y 1935 y de la Escuela Industrial de Barcelona. En 1936, con la integración de USC en el Partido Socialista Unificado de Cataluña (PSUC), se convirtió en uno de los dirigentes de esta formación. Fue consejero de abastos de la Generalidad catalana entre julio y agosto de 1936, después miembro del Consejo de Economía de Cataluña como representante del PSUC, representante del PSUC en el Comité Central de Milicias Antifascistas de Cataluña y entre 1937 y 1939, en plena Guerra Civil, subsecretario de economía de la Generalidad. Fue uno de los principales artífices de la llamada Nueva Economía y en 1937 fue nombrado director de la Escuela de Trabajo. Al finalizar la guerra se exilió en México, donde colaboró en la creación de escuelas y museos. En 1954 fue elegido vicepresidente segundo del Parlamento de Cataluña en el exilio y ocupó el cargo de gerente apoderado de la editorial UTEHA de 1940 a 1965.
Su fondo personal se encuentra depositado en el CRAI Biblioteca Pavelló de la República de la Universidad de Barcelona. Consta de correspondencia escrita y/o recibida por Estanislau Ruiz, documentos sobre actividades comerciales y profesionales, documentos personales, recortes de prensa, folletos, documentos políticos sobre todo relacionados con los partidos comunistas (PSUC, USC, PCE), documentos relacionados con los refugiados españoles.

## Obras
- Lugares geométricos de curvatura estacionaria en el cuadrilátero de manivela cilíndrica
- Curso de geometría descriptiva
- L'aplicació del decret de col·lectivitzacions i control obrer (1937)
- Les empreses col·lectivitzades i el nou ordre econòmic (1937)